# Южно-Казахстанский край
Южно-Казахстанский край (1962—1964) — административное образование в Казахской ССР.
Край образован 3 мая 1962 года и делился на три области: Джамбульская область (центр — Джамбул), Кзыл-Ординская область (центр — Кзыл-Орда) и Чимкентская область (центр — Чимкент).
Центр — город Чимкент.
Фактический глава Южно-Казахстанского края — Первый Секретарь краевого комитета Коммунистической партии Казахской ССР:
- 1962 Исмаил Абдурасулович Юсупов
- 1962—1964 Сабир Билялович Ниязбеков

1 декабря 1964 года Южно-Казахстанский край упразднён.